# Grindhouse (Band)
Grindhouse ist eine australische Punkband, die 2014 gegründet wurde.

## Bandgeschichte
Die Band wurde 2014 von Mick ‘Two Fingers’ Simpson in Melbourne gegründet und orientierte sich an australischen Punk Bands wie The Saints und Radio Birdman und europäischen Bands wie den Hellacopters und Peter Pan Speedrock. In ihren Texten und Albumcovern wird häufig auf Fahrzeuge der australischen Automarke Holden Bezug genommen.

## Diskografie

### Studioalben
- 2014: Sleeping at the Peeps
- 2016: Crazy Pussy
- 2018: Can I Drive Your Commodore?
- 2021: Sex Punk Power

### Live-Album
- 2019: Live at Goatsound